# La Fresnaye-au-Sauvage
La Fresnaye-au-Sauvage is een plaats en voormalige gemeente in het Franse departement Orne in de regio Normandië en telt 189 inwoners (1999). De plaats maakte deel uit van het arrondissement Argentan.

## Geschiedenis
Op 1 januari 2916 werd La Fresnaye-au-Sauvage met de gemeenten Chênedouit, La Forêt-Auvray, Ménil-Jean, Putanges-Pont-Écrepin, Rabodanges, Les Rotours, Saint-Aubert-sur-Orne en Sainte-Croix-sur-Orne gefuseerd tot de gemeente Putanges-le-Lac.

## Geografie
De oppervlakte van La Fresnaye-au-Sauvage bedraagt 11,6 km², de bevolkingsdichtheid is 16,3 inwoners per km².
De onderstaande kaart toont de ligging van La Fresnaye-au-Sauvage met de belangrijkste infrastructuur en aangrenzende gemeenten.

## Demografie
Onderstaande figuur toont het verloop van het inwonertal (bron: INSEE-tellingen).
Chênedouit · La Forêt-Auvray · La Fresnaye-au-Sauvage · Ménil-Jean · Pont-Écrepin · Putanges · Rabodanges · Les Rotours · Saint-Aubert-sur-Orne · Sainte-Croix-sur-Orne